# Lakh (gastronomie)
Pour le nombre indien valant cent mille, voir Numération indienne.

Le lakh (du wolof ‘’laax’’, lakh, de même sens) est un plat africain à base de millet, également décrit depuis le XVIIe siècle dans d'autres pays d'Afrique de l'Ouest – Mali, Mauritanie – sous le nom de « sanglé ». C'est une bouillie de mil (soungouf) épaisse accompagnée de lait caillé sucré, longtemps consommée par les paysans, particulièrement en certaines occasions, telles qu'un baptême ou la fin du ramadan (korité).

## Préparation
En 1853, dans Esquisses sénégalaises, l'abbé Boilat décrivait ainsi la préparation du sanglé, constituant ordinairement le déjeuner du matin :

« La farine de mil étant réduite en grain [...], on la fait cuire dans une marmite avec de l'eau pure, jusqu'à la consistance d'une bouillie ; alors on la verse dans une calebasse, on y met du lait aigre-doux, ou du beurre cuit, ou une décoction de fruits de tamarin, ou de pulpe du fruit du pain-de-singe. On le sucre quelquefois avec du miel. »

Il est donc préparé à base de couscous de mil mélangé (l'araw cuit à la vapeur) à la pâte d'arachide et à la farine de pain de singe (bouye) qui constituent ses principaux ingrédients. À cette base sont parfois ajoutés d'autres ingrédients tels que l'essence de vanille, des raisins secs, du beurre ou de la banane (découpée en rondelles).

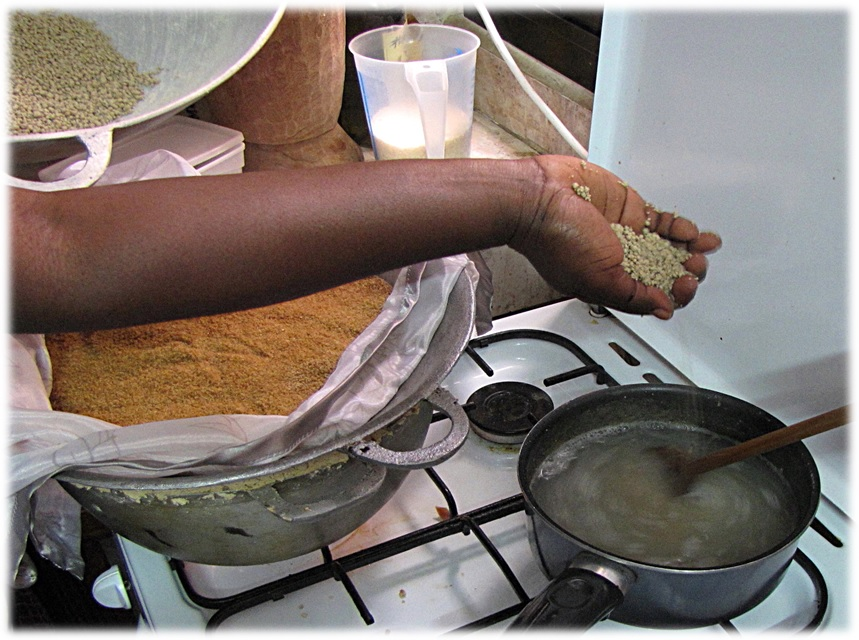
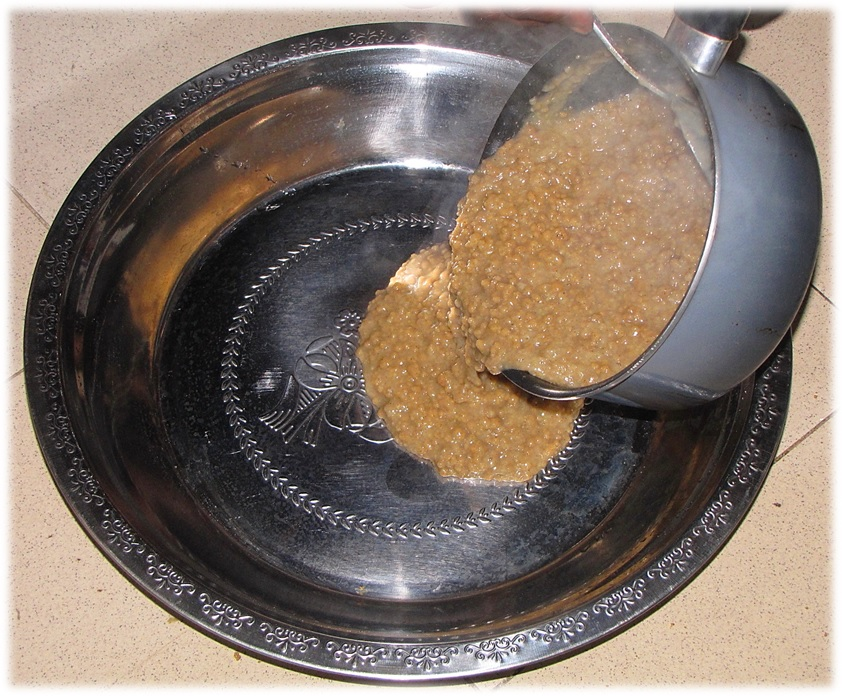
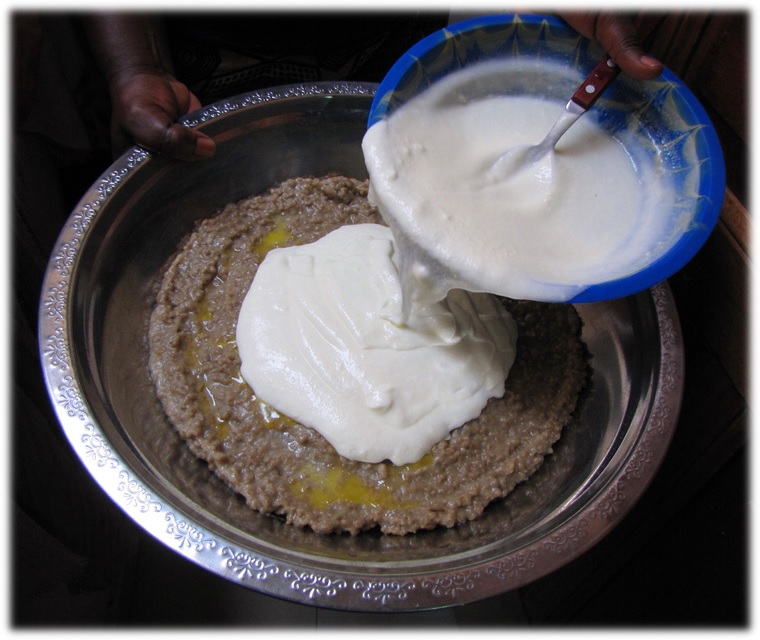

## Présentation
Autrefois, selon Boilat, les femmes l'apportaient dans une gamelle et le plaçaient par terre, soit dans la cour, soit au milieu de la case.

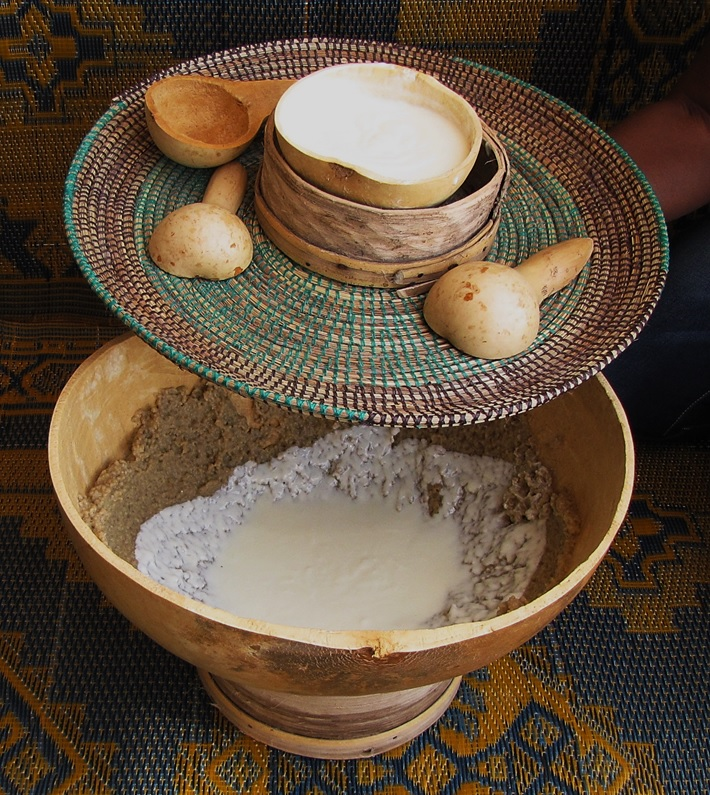
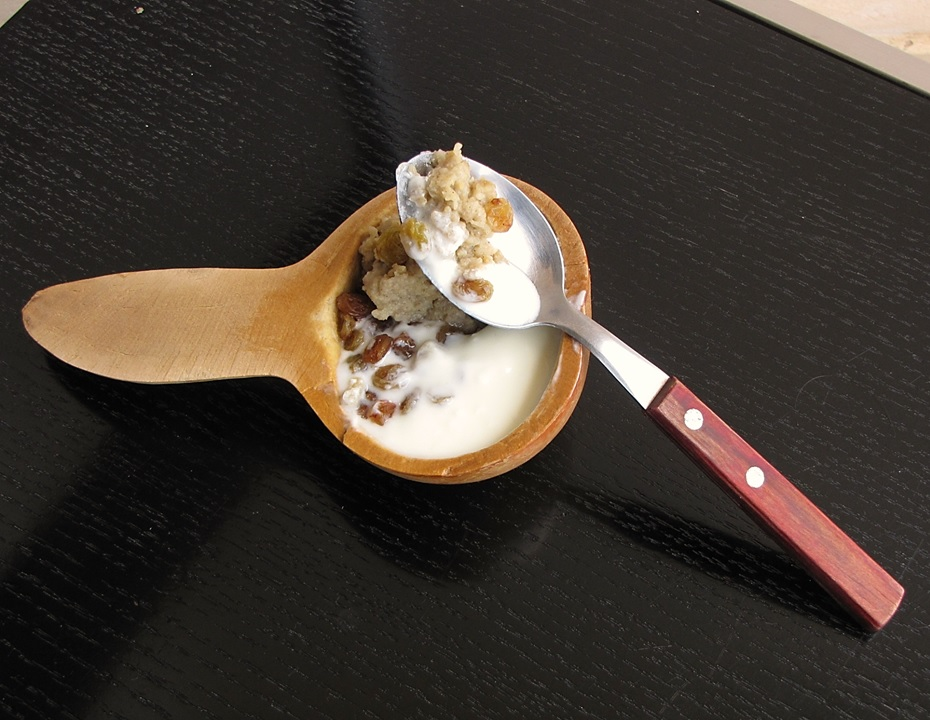
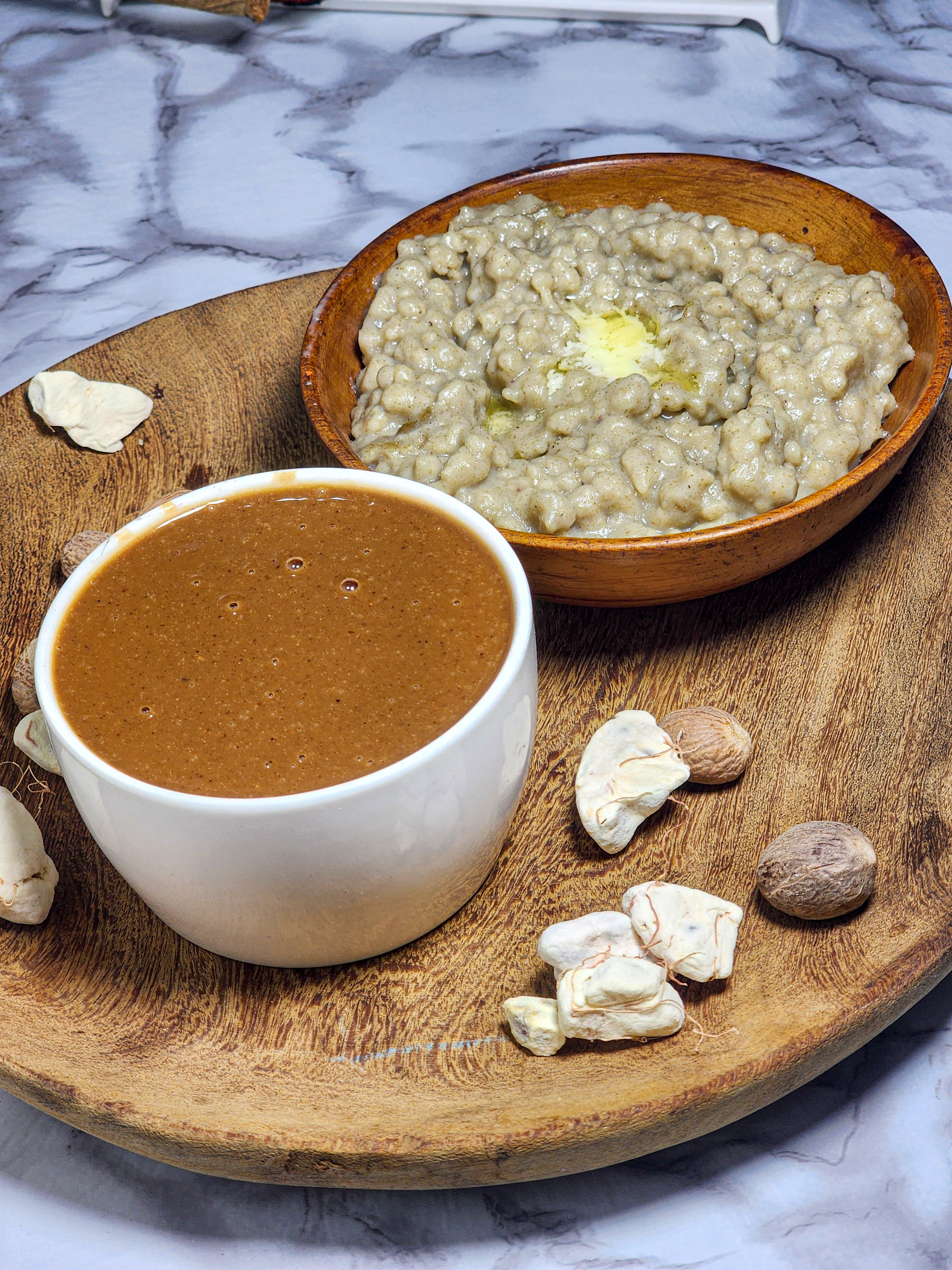
Lakh Neuteuri

## Culture
Le lakh accompagné de crème (sow) est une spécialité rattachée au baptême et à la fin du ramadan. Le ngalakh est une spécialité rattachée à la fête de Pâques.